# New Kensington
New Kensington ist eine Stadt im Westmoreland County des US-Bundesstaates Pennsylvania. Sie ist Teil der Metropolregion Pittsburgh. Das U.S. Census Bureau hat bei der Volkszählung 2020 eine Einwohnerzahl von 12.170 ermittelt.

## Geschichte
Wie ein Großteil des Westmoreland County und der umliegenden Gebiete war die Region ein Jagdgebiet für die amerikanischen Ureinwohner der Irokesen. Die europäisch-amerikanische Besiedlung begann als Truppen der Kontinentalarmee 1777 Fort Crawfor in der Nähe der Mündung des Pucketa Creek errichteten. Das Fort wurde 1793 aufgegeben.
Ursprünglich Teil von Burrell (und später Lower Burrell) Township, wurde die Stadt New Kensington 1891 gegründet. Im Jahr 1890 betrachtete die Burrell Improvement Company die Vorteile des ebenen Landes südlich ihres Hauses in Lower Burrell und hielt es für einen erstklassigen Standort für eine Stadt und nannte das Gebiet "Kensington"; dies wurde später aus postalischen Gründen in New Kensington geändert, um Verwechslungen mit einem gleichnamigen Stadtteil in Philadelphia zu vermeiden. 

## Demografie
Nach einer Schätzung von 2019 leben in New Kensington 12.292 Menschen. Die Bevölkerung teilt sich im selben Jahr auf in 84,2 % Weiße, 10,5 % Afroamerikaner, 0,3 % amerikanische Ureinwohner, 2,7 % Asiaten und 2,0 % mit zwei oder mehr Ethnizitäten. Hispanics oder Latinos aller Ethnien machten 1,8 % der Bevölkerung aus. Das mittlere Haushaltseinkommen lag bei 42.264 US-Dollar und die Armutsquote bei 23,0 %.

## Bildung
1958 wurde in New Kensington ein Zweigcampus der Pennsylvania State University gegründet. Seit 1966 befindet er sich im Vorort Upper Burrell Township, behält aber den Namen Penn State New Kensington bei. Im Jahr 2008 wurde ein Satellitencampus des Westmoreland County Community College in der Innenstadt von New Kensington eröffnet.

## Söhne und Töchter der Stadt
- Ruth Bleier (1923–1988), Medizinerin, Aktivistin und Hochschullehrerin
- Stephanie Kwolek (1923–2014), Chemikerin
- Eddie Adams (1933–2004), Fotojournalist
- William Thomas McKinley (1938–2015), Komponist und Jazzpianist

## Galerie

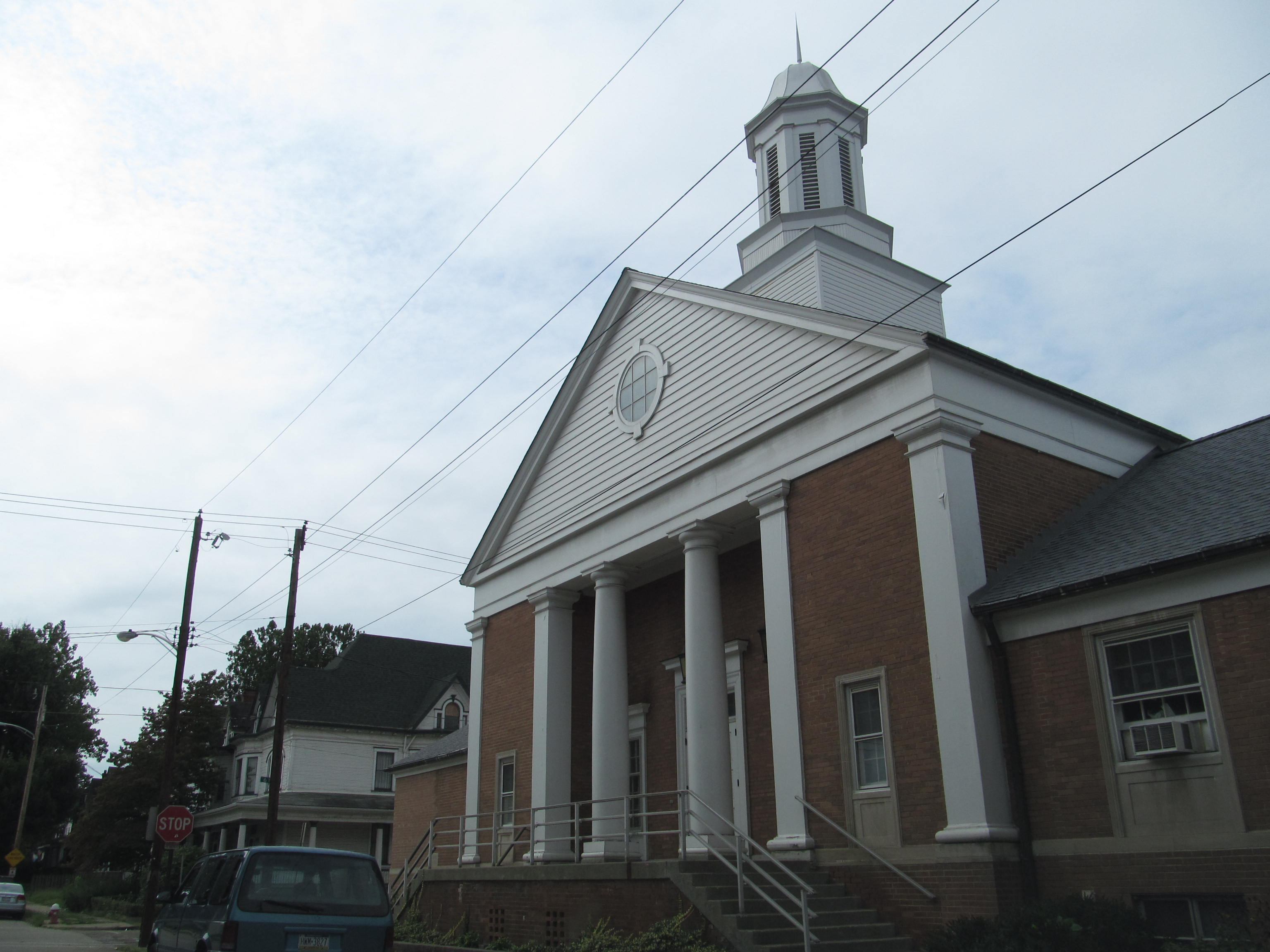
Stadtbild
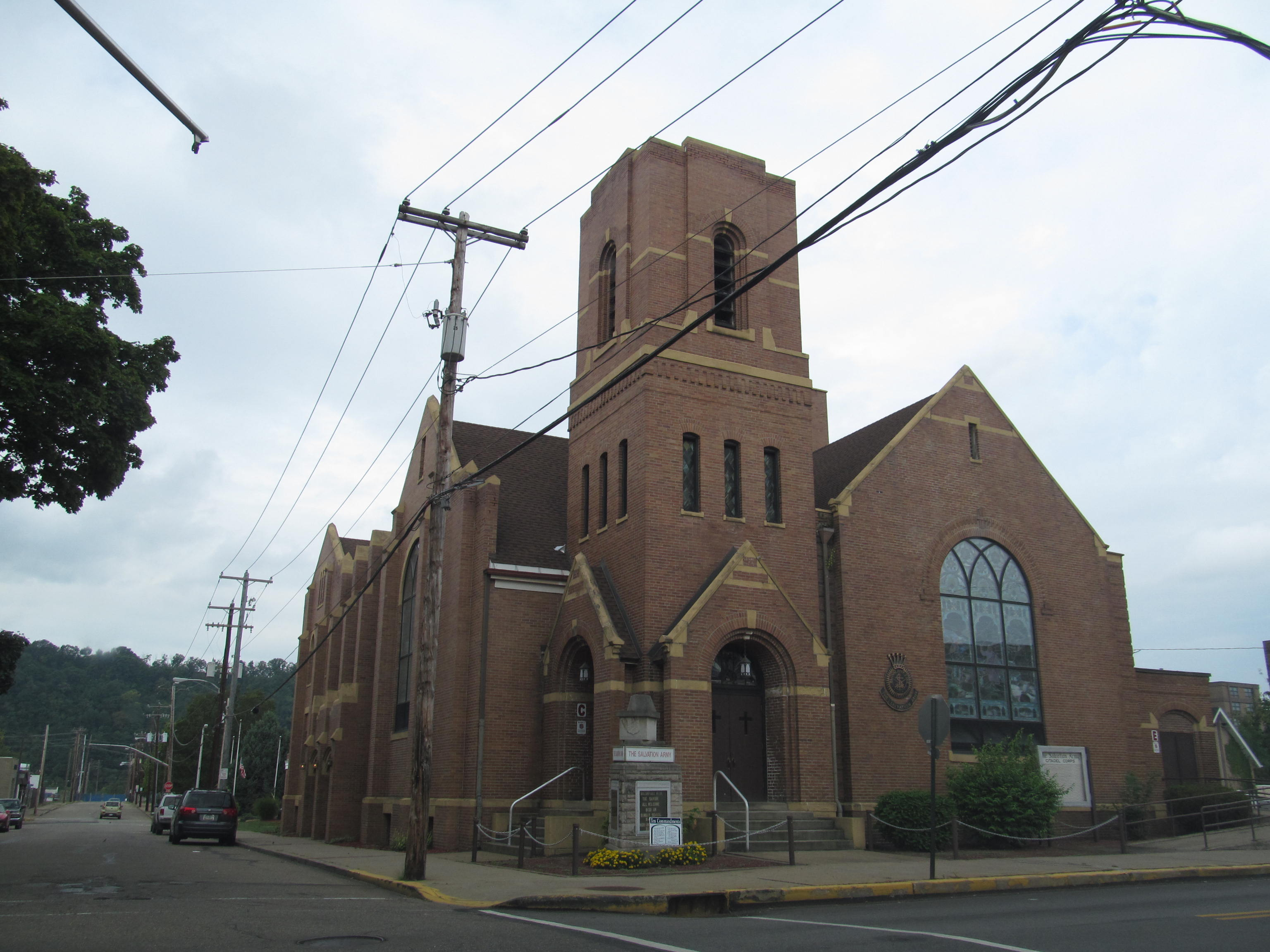
Stadtbild
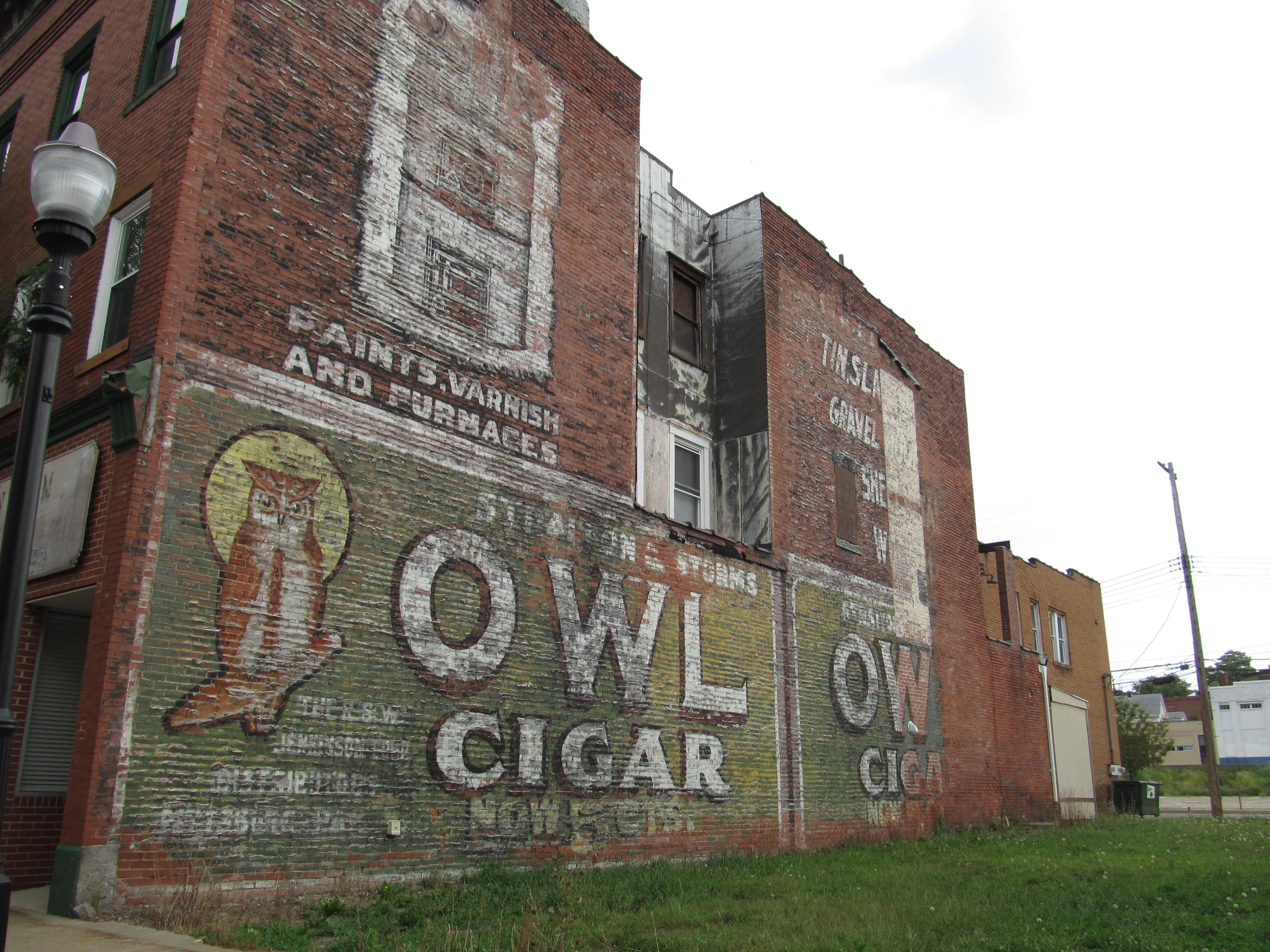
Stadtbild
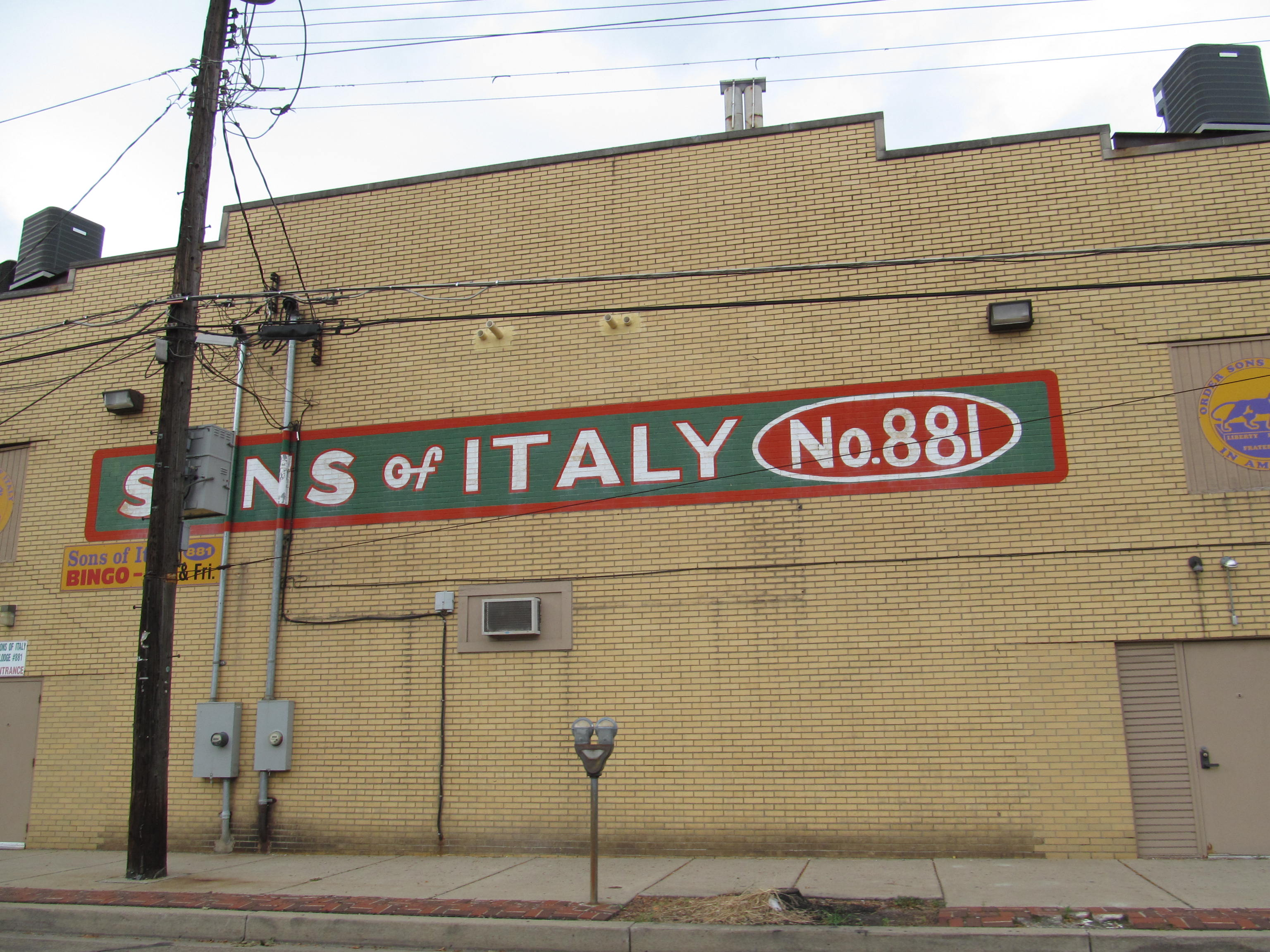
Stadtbild